# Квиславатн
Кви́славатн (исл. Kvíslavatn) — водохранилище в Исландии, расположенное на высоте 602 м над уровнем моря на Исландском плато к западу от горной дороги Спренгисандюр, пересекающей эту местность, и на юго-востоке от ледника Хофсйёкюдль. Его площадь составляет 20,1 км², а длина — 12 км. Максимальная глубина — 11 м, средняя глубина — 4,5 м.
Квиславатн находится на территории общины Аусахреппюр и принадлежит к цепи четырёх связанных друг с другом водоёмов в местности Тьоурсаувер, являясь наибольшим из них. Эти водохранилища появились в связи с постройкой плотин и каналов на реке Тьоурсау и её притоках в 1980—1984 годах.